# 安政南海地震
安政南海地震（あんせい なんかいじしん）は、江戸時代後期の嘉永7年11月5日（1854年12月24日）に発生した南海地震である。
南海トラフ巨大地震の1つとされ、約32時間前に発生した安政東海地震と共に安政地震、安政大地震とも総称される。この地震が起きた当時の文書には嘉永七年と記録されているが、この天変地異や内裏炎上、前年の黒船来航を期に改元されて安政と改められ、歴史年表上では安政元年（1854年）であることから安政を冠して呼ばれる。当時は寅の大変（とらのたいへん）とも呼ばれた。

## 江戸時代の関連地震
江戸時代には南海トラフ沿いが震源域と考えられている巨大地震として、この他に宝永4年（1707年）の宝永地震の記録がある。宝永地震と安政地震の再来間隔147年は従来の定説では、1361年正平地震以降の南海トラフ巨大地震の平均再来間隔117年より長いと考えられてきたが、安政地震については「宝永地震の後始末地震」だった可能性も考えられ、この宝永地震後の再来間隔は南海トラフ沿いの巨大地震としてはむしろ短い部類になるとの見解もある。
慶長9年（1605年）に起きた慶長地震も、かつては震源域が東海道・南海道に亘り、南海トラフ沿いの津波地震と考えられていた。慶長地震の震源域には諸説あり、南海トラフ沿いの巨大地震とするには多くの疑問点が残り、南海トラフ沿いの地震ではなく例えば伊豆・小笠原海溝沿い、あるいは遠地津波の可能性も否定できないとする見解も出されている。
安政南海地震の2日後には豊予海峡でM 7.4の豊予海峡地震が発生。また翌年には安政江戸地震(M 6.9-7.4)が起きた。本地震や安政東海地震は安政江戸地震と合わせて「安政三大地震」とも呼ばれ、伊賀上野地震から1858年飛越地震まで安政年間に連発した一連の大地震を安政の大地震とも呼ぶ。

## 地震

### 地震動
嘉永七年甲寅十一月五日庚午の申-申下刻（七ツ-七ツ半）（1854年12月24日、日本時間16時20分頃）、紀伊半島から四国沖を震源（北緯33.0°、東経135.0°）とする巨大地震が起きた。フィリピン海プレートがユーラシアプレート下に沈み込む南海トラフ沿いで起きた海溝型地震と考えられている。
この地震の発生時刻（津波の励起時刻）は、サンフランシスコやサンディエゴの検潮所で観測された波形から、世界標準時で7時15-25分頃、日本標準時で16時15-25分頃と推定される。津波の到達時刻は東海地震津波の後続波の影響ではっきりとしていなかったが、サンフランシスコにおける観測波形に着目して推定すると、世界標準時で7時24分頃（日本標準時16時24分頃）と推定される。つまり、東海地震との発震時刻の時間差は30.9 hとなる。
当日、土佐は小春日和の快晴で、高知城下は南川原にて相撲巡業があり、見物客が群集をなすところに地震が襲い、一時大混乱に陥った。『桑滄談』の記録によれば土佐入野（現・黒潮町大方地区）においては、初めゆるゆる震い次第に強くなり、やがて激震になったという。
畿内では前日の東海地震に続いて「又々大地震」となり、特に河内平野において、若江（現・東大阪市）を中心に半径約4kmの範囲で家屋倒壊が見られ、震度6弱から最大震度6強と推定される場所が分布した。ここは弥生時代に河内湖が存在した場所に一致し、陸化して1000年以上経過しても地震の揺れが強く現れる場所として存在し続けた。三河吉田、田原および名古屋など前日に地震津波で甚大な被害となった東海地方各地でも、又々長い地震動に続いて西方から雷鳴が聞かれた。新居宿では暮六ツ時（17時頃）に地震少々震う内に日の入りとなり、申酉（西）の方から「どう／＼／＼」と鳴音が大雷の如くなりと記録されている（『安政大地震』新居町関所資料館）。
小浜（現・小浜市『続地震雑纂』）や尾鷲九鬼（現・尾鷲市『九木浦庄屋宮崎和右衛門御用留』）では地震動は南海地震より東海地震の方が強く感じられたが、那智勝浦（現・那智勝浦町『嘉永七年寅十一月 大地震洪浪記録書』）や湯浅（現・湯浅町『深専寺門前碑文』）・広（現・広川町『濱口梧陵手記』）では南海地震の方が強く感じられた。京都（現・京都市）では東海地震の方がやや強いか（『安政元寅年正月より同卯ノ三月迄御写物』）、ほぼ同程度で（『御広間雑記』）、大坂でも両地震の強さは同程度であり（現・大阪市『鍾奇斎日々雑記』）、破損の度合いを加えたが、南海地震では津波被害も加わった。
震度6と推定される領域は四国の太平洋側から紀伊水道沿岸部、淡路島、大阪平野および播州平野、震度4以上の領域は九州から中部地方に及び、震源域の長さは約400kmと推定される。
中国（当時は清王朝）でも有感だった。『中国地震歴史資料彙編』には江蘇粛県や嘉定（現在の上海市嘉定区）で「水溢地震」、上海で「黄浦水沸二三尺、嘉定、蘇州皆同」と記されており、震央から約1300km離れた上海付近でも有感であったという。津波が到達したとする説もあるが、長周期地震動によるセイシュが水面を動揺させた可能性もある。2日後の豊予海峡地震でも上海付近でかなり揺れたらしい。

### 被害
被害は中部地方から九州地方へ及び、2つの巨大地震が重なった近畿地方では東海地震における被害と明確に区別ができない。その上、伊予や豊後、特に肥後人吉等では約42時間後に発生した豊予海峡地震被害との区別が困難である。
宝永地震と同じく、出雲杵築周辺でも震動が強く潰家が150軒あった（『嘉永甲寅諸国地震記』）。一方で宝永地震とは異なり、冬至頃の気温の下がる夕刻でかつ夕食の支度で火を使う時間帯であり、火災が多く発生した。特に高知、中村および宿毛は大火事に見舞われた。土佐国（現、高知県）での死者は、藩主：山内豊信により372名と集計・報告されている。
吉野川下流域では液状化現象が見られ、加賀須野村では「土砂多数吹上川之如くに相成り跡に而砂取捨地毎に数百石申出候川筋は津波壱丈程参り候由下吉衛築新田大荒白海之如く相成り」（『大地震実録記』）と記録される。上板町の神宅遺跡にもこの地震による液状化現象の痕跡が見られる。
なお、司馬遼太郎の小説『竜馬がゆく』（「寅の大変」の節がある）では、坂本龍馬が江戸にいる時に地震を感じた（江戸で強震であったのは東海地震）と描かれているが、史実では地震当日に既に土佐に滞在していた。
| 街道                                                      | 推定震度 |
| --------------------------------------------------------- | --- |
| 畿内                                                      | 京都(4-5), 伏見(5), 宇治(5), 門真(5-6), 服部(6), 大坂(5-6), 布施(6), 堺(5), 岸和田(5-6), 奈良(5), 郡山(5), 五条(5), 尼崎(5-6), 西宮(5-6), 神戸(5) |
| 東海道 （宿場町）                                         | 江戸(e) - 品川 - 川崎 - 神奈川 - 程ヶ谷 - 戸塚 - 藤沢(E) - 平塚 - 大磯 - 小田原 - 箱根 - 三島 - 沼津 - 原 - 吉原 - 蒲原 - 由比 - 興津 - 江尻(E) - 府中 - 鞠子 - 岡部 - 藤枝 - 島田 - 金谷 - 日坂 - 掛川(4-5) - 袋井(4-5) - 見附 - 浜松 - 舞阪 - 新居(E) - 白須賀 - 二川 - 吉田(E) - 御油 - 赤坂 - 藤川 - 岡崎 - 池鯉鮒 - 鳴海 - 宮 - 桑名(4-5) - 四日市(5-6) - 石薬師 - 庄野 - 亀山 - 関 - 坂下 - 土山 - 水口 - 石部 - 草津 - 大津(S) - 京都(4-5) |
| 東海道                                                    | 銚子(E), 熊谷(M), 習志野(e), 塩山(e), 甲府(4-5), 相良(4-5), 西尾(E), 田原(e), 名古屋(4-5), 津(5), 久居(E) |
| 東山道                                                    | 真岡(e), 中之条(e), 諏訪(E), 駒ヶ根(e), 飯田(E), 福島(E), 中津川(E), 大井(E), 高山(e), 大垣(5), 垂井(5), 上石津(5), 彦根(S) |
| 北陸道                                                    | 分水(e), 柏崎(e), 高岡(E), 氷見(M), 金沢(4), 大野(E), 福井(5), 鯖江(E), 小浜(4-5) |
| 山陰道                                                    | 亀山(4), 園部(4-5), 篠山(4), 宮津(E), 出石(E), 豊岡(5), 生野(e), 鳥取(5), 境港(5), 松江(5), 広瀬(5), 大社(5-6), 益田(4-5), 萩(5), 長門(4) |
| 山陽道                                                    | 明石(5-6), 加古川(6), 姫路(5), 龍野(5-6), 網干(6), 赤穂(5-6), 津山(4-5), 勝山(e), 岡山(5), 児島(5), 倉敷(5), 三次(5), 福山(5-6), 鞆(5), 尾道(5), 三原(5), 竹原(5-6), 呉(5), 広島(5), 岩国(5), 下松(5), 山口(4) |
| 南海道                                                    | 新宮(6-7), 勝浦(6), 古座(5-6), 串本(5-6), 白浜(5), 田辺(6), 広(5-6), 和歌山(5-6), 洲本(5-6), 鳴門(6), 徳島(6), 由岐(5-6), 日和佐(6), 浅川(6), 海陽町鞆浦(6), 宍喰(6), 祖谷山(5), 津田(5), 高松(6), 坂出(5-6), 丸亀(5-6), 多度津(5-6), 善通寺(5), 琴平(4-5), 川之江(5), 多喜浜(5), 西条(5-6), 小松(5-6), 今治(5), 松山(5), 大洲(5), 吉田(5-6), 宇和島(5-6), 甲浦(5-6), 野根(6), 室津(5-6), 夜須川(6), 赤岡(6), 長岡郡後免(5-6), 高知(5-6), 吾川郡浦戸(6), 佐川(5-6), 高岡郡宇佐(6), 須崎(6), 上ノ加江(5-6), 窪川(5-6), 梼原(5), 幡多郡入野(6), 中村(6-7), 中浜(6), 柏島(6), 宿毛(6) |
| 西海道                                                    | 小倉(5), 博多(e), 対馬(e), 大宰府(e), 久留米(4), 佐賀(4-5), 諫早(e), 柳川(E), 熊本(5), 八代(5), 人吉(5-6), 森(4), 中津(4-5), 杵築(5), 日出(5), 別府(5-6), 岡(5), 大分(5-6), 臼杵(5-6), 佐伯(5), 高千穂(5), 延岡(5), 高鍋(5), 佐土原(5) |
| S: 強地震(≧4), E: 大地震(≧4), M: 中地震(2-3), e: 地震(≦3) | |

### 地殻変動
地震による地殻変動の結果、四国、紀伊半島は南東上りの傾動を示し、串本（現・串本町）は1-1.2m、室津港は1.2mそれぞれ隆起した（汐四尺程へり『久保野繁馬所蔵記録』）。足摺岬は伊佐浦で五尺（約1.5m）隆起した（『嘉永七寅年地震津浪記』）。
加太（現・和歌山市）1m、甲浦（現・東洋町）は1.2m沈下、高知周辺も3.5尺（約1m）沈下して潮江村、新町下知一円など新田の所が海となった（『続地震雑纂』）。宇佐（現・土佐市）でも「宇佐福嶋一面の海と成る」（『眞覚寺日記』）の記録があり、上ノ加江（現・中土佐町）では『大変略記』に「上の賀江久礼平生潮より五尺高、在所に迄汐入る」とあり地盤は1.5m沈下した。
地震により道後温泉は106日間にわたり湧出が停止した。翌年2月23日（1855年4月9日）から再び湧き出し（『松山市要』）、4月6日（1855年5月21日）から元のように入浴が許された（『転変奇説集』）。鉛山村温泉も崎之湯は翌年3月まで1滴も出ず、湯ノ峰温泉も翌年の2月か3月頃まで湧出が停止した（『田所氏記録』）。
このような南東上がりの地殻変動は宝永地震および昭和東南海・南海地震と同様であり、南海トラフ西側においてユーラシアプレートが衝上する低角逆断層のプレート境界型地震であることを示唆している。

### 規模

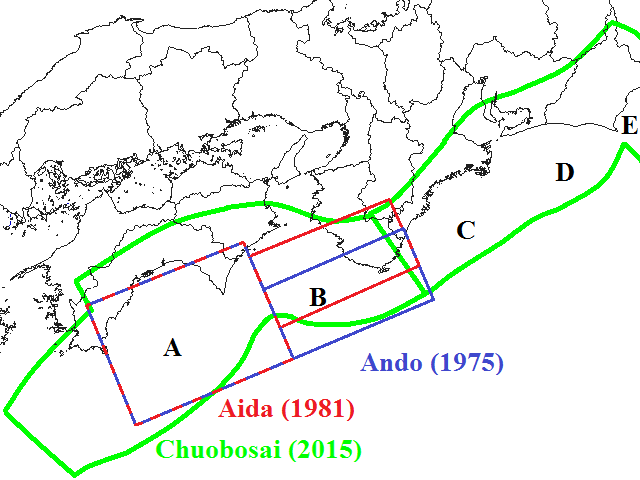
安政南海地震の安藤(1975)および相田(1981)の断層モデルによる震源域（各断層は矩形で近似されている）。および、南海トラフの巨大地震モデル検討会による震源域。

河角廣(1951)は規模MK = 7. を与え、マグニチュードは M = 8.4に換算されている。宇佐美龍夫(1970)はこの河角の規模と気象庁マグニチュードの関係を検討し、やはり8.4に近いであろうと推定したが当時はモーメントマグニチュードという概念は存在せず、1960年のチリ地震もM 8.5とされていた、1975年に安藤雅孝は、数値実験から2つの大きな断層モデルを仮定し、1981年の相田勇のモデルは、安藤のモデルの内、東側の断層を北側へ移動させたものであった。各断層個別のモーメントマグニチュード Mw は西側からそれぞれ、8.4, 8.2（合計で Mw = 8.5）と推定された。この断層モデルは1946年南海地震の紀伊半島側の断層モデルを北側にずらし四国側の断層モデルを延長して、それぞれのすべり量に多少の変更を加えたものであった。
内閣府の「南海トラフの巨大地震モデル検討会」による「南海トラフ沿いの巨大地震による長周期地震動に関する報告」の断層モデルでは、モーメントマグニチュードは、Mw8.7と推定されている。安政東海地震の断層モデルとして地震モーメントM0 = 9.02 × 1021N・m (Mw8.6)を想定されており、これに安政南海地震の地震モーメント1.4 × 1022N・mを加えると安政地震全体としてMw8.84となる。

### 余震

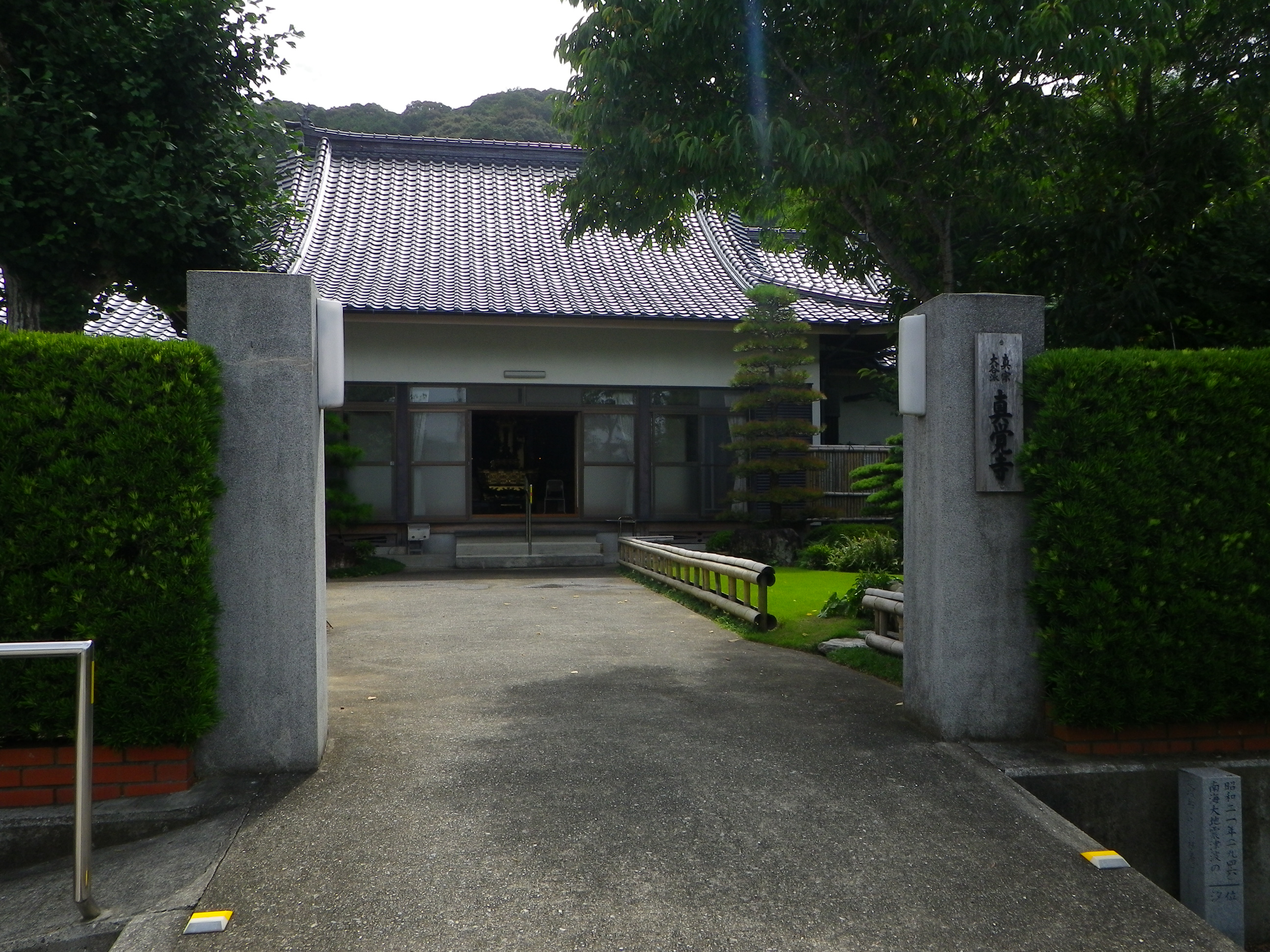
眞覚寺、安政南海地震およびその余震について記した『眞覚寺日記』で知られる。右下は昭和南海地震津波碑。高知県土佐市宇佐。

- 11月5日戌刻（1854年12月24日20〜21時頃）

当日夜、本震の約4時間後に津波を伴う「戌刻余震」が発生した。
東海地方、近畿地方、中国地方、四国地方で顕著な揺れの記録が散見され、紀伊半島や阿波の沿岸で津波が記録される。津波の規模から震央は紀伊水道沖にあり、M 7.9と推定され、安政南海地震の最大余震とされる。
- 11月7日辰下刻（1854年12月26日9〜10時頃）

本震の約42時間後には豊後水道付近を震源とする豊予海峡地震(M 7.4)があり伊予から豊後付近で激しく揺れ伊予大洲や伊予吉田で潰家があった。
- 11月17日未明（1855年1月5日2〜4時頃）

高知や伊予今治大浜で強い揺れ、高知で津波の記録。津波規模からMw 6.9と推定される。
- 安政元年12月14日夜九つ（1855年1月28日24時頃）

紀伊由良町横浜で地震津波、土佐春野秋山や徳島県宍喰で強い揺れ、津波規模からMw 6.7と推定される。
- 安政元年大晦日辰刻（1855年2月16日8-9時頃）

高知付近で大規模な余震があり、徳島（『徳島県板野郡誌』）および田辺（『田所氏記録』）でも強く感じられ、その直後余震数が急増している。この地震は東は名古屋、西は佐賀県の鳥栖田代、北は鳥取まで有感記事が確認され、震源をプレート境界と仮定すると室戸半島付近地下に震源断層があり、その規模はMw 7以上と推定される。
- 安政2年1月18日亥刻（1855年3月6日22時頃）

高知城下、国分川河口で、地震津波、伊予松山小野で地震、津波規模からMw 6.7と推定される。
- 安政2年4月24日夜五ツ時（1855年6月8日20時頃）

土佐南国の植田村で家屋の約17％が倒壊し、震度6と推定される。春野秋山で地震津波、津波規模からMw 6.2と推定される。
- 安政2年10月24日巳刻（1855年12月3日午前10時頃）

揺れの記録はないが、紀伊田辺、土佐高知、宇佐、豊後佐伯の広い範囲で津波。津波地震と考えられる。津波規模からMw 7.2と推定される。
- 安政3年2月2日朝七ツ時（1856年3月8日午前4時頃）

高知城下や宇佐で地震津波。津波規模からMw 7.0と推定される。
土佐市宇佐眞覚寺の住職、井上静照師による地震被害の詳細な記録である『眞覚寺日記』には毎日の地震が記録され、余震は文久3年極月卅日（1864年2月7日）「此頃地震もなきニ馬鹿らしく何を書そへ下手ノ横好」と地震日記を締め括るまでの9年間で2979回（計2981回、東海地震・南海地震の本震2回は除く）記録された。有感余震回数は昭和南海地震を大幅に上回るものであった。この余震回数を改良大森公式に当てはめると係数p = 0.9-1.0、c = 0.8-1.0となる。
高知城下では鷹匠町の水門の番人により、地震後1ヶ年間に817回の余震が記録されている（『地震日記』）。この高知城下における有感余震数は、震源域に近い宇佐よりも少ない。
| 月             | 高知城下 鷹匠町 | 高知城下 鷹匠町 | 高知城下 鷹匠町 | 高知城下 鷹匠町 | 宇佐『眞覚寺日記』 | 宇佐『眞覚寺日記』 | 宇佐『眞覚寺日記』 | 宇佐『眞覚寺日記』 | 宇佐『眞覚寺日記』 |
| 月             | 大              | 中              | 小              | 計              | 大                 | 中                 | 小                 | 地震               | 計                 |
| -------------- | --------------- | --------------- | --------------- | --------------- | ------------------ | ------------------ | ------------------ | ------------------ | ------------------ |
| 嘉永七年十一月 | 7               | 44              | 196             | 247             | 2                  | 5                  | 22                 | 89                 | 118                |
| 安政元年十二月 | 3               | 20              | 73              | 96              | 2                  | 16                 | 40                 | 88                 | 146                |
| 安政二年正月   |                 | 8               | 107             | 115             | 3                  | 229                | 91                 | 396                | 719                |
| 二月           |                 | 7               | 56              | 63              |                    | 47                 | 48                 | 34                 | 129                |
| 三月           |                 | 6               | 42              | 48              |                    | 27                 | 69                 | 12                 | 108                |
| 四月           | 1               | 4               | 41              | 46              |                    | 29                 | 69                 | 11                 | 109                |
| 五月           | 1               | 2               | 31              | 34              | 1                  | 18                 | 49                 | 2                  | 70                 |
| 六月           |                 | 1               | 31              | 32              |                    | 19                 | 52                 | 5                  | 76                 |
| 七月           |                 | 6               | 30              | 36              |                    | 21                 | 46                 |                    | 67                 |
| 八月           |                 | 10              | 9               | 19              |                    | 15                 | 52                 | 1                  | 68                 |
| 九月           |                 | 2               | 19              | 20              | 2                  | 16                 | 39                 | 1                  | 58                 |
| 十月           |                 | 1               | 28              | 29              |                    | 11                 | 40                 |                    | 51                 |
| 十一月         |                 |                 | 18              | 18              |                    | 16                 | 33                 |                    | 49                 |
| 十二月         |                 |                 | 14              | 14              |                    | 6                  | 42                 | 2                  | 50                 |

## 津波
紀伊半島以西では東海地震よりさらに激しい津波が襲来し、波高は串本15m、宍喰5-6m、室戸3.3m、種崎11ｍ、久礼で16.1mに達した。『末世之記録大地震大津浪上り』には熊野新宮（現・新宮市）より東は四日の地震にて津波が上ったと記され、那智勝浦では昨日の津浪に対し思いの外軽く見えたと記録されている（『藤社家雑録』、『新田家過去帳』）。潮岬以西の津波被害は主に南海地震津波によるものであった。
波高は全般的に見て土佐湾沿いで昭和南海地震より2倍程高く、宝永地震の半分程度であるが、美波町田井ノ浜の池の津波堆積物の厚さによる推定から徳島県東岸等では一部宝永津波を上回った所もあった。
一方で前日に起きた東海地震の教訓が生かされ被害が軽減された面もある。紀伊や阿波などでは東海地震で強い揺れと津波を経験し、翌日の南海地震のより強大な揺れと津波への準備となった。
| 地域             | 地域                   | 推定波高・遡上高 | 推定波高・遡上高      | 推定波高・遡上高 | 推定波高・遡上高 | 推定波高・遡上高 |
| 地域             | 地域                   | 古文書における記録 | 今村 (1935-40)        | 羽鳥 (1977-84)   | 都司 (2007-11)   | その他           |
| ---------------- | ---------------------- | --- | --------------------- | ---------------- | ---------------- | ---------------- |
| 伊豆下田         | 現・静岡県下田市       | 夕六ツ半頃、又津波来り申候。下田岡方村江上り候得共、最早流し候人家無故に、さして騒ぎ不申候。二の潮も凡十町許の方まで上り申候。『伊豆下田より之書状』 |                       |                  |                  | 2m               |
| 紀伊勝浦         | 現・和歌山県那智勝浦町 | 五日七ツ時迄ニ又々大地震ニテ、又津浪起リ、(中略)此辺ハ昨日ノ浪ヨリ思ノ外小浪ニテ『藤社家雑録』 |                       | 2m               |                  |                  |
| 串本             | 現・串本町             | 江田組・二色にて凡浪重五丈余『和歌山県串本町誌』 |                       | 4.5m             | 6m               | 15m              |
| 古座             | 現・串本町             | 袋湊は常水より三丈の溢れ入りたるよし『地震洪浪の記』 |                       | 4.5-5m           |                  | 9m               |
| 田辺             | 現・田辺市             | 津浪は会津川筋の秋津、釘貫井辺迄、町中は上片町小坂迄、袋町小坂迄、下長町、伊丹屋新七宅前迄『和歌山県下に於ける宝永安政年度の津浪状況調査』 | 12尺                  | 3-3.5m           |                  |                  |
| 広               | 現・広川町             | 八幡下の俗称一本松の根元まで来た | 海岸6m、 一本松8.0m   | 5m               |                  |                  |
| 湯浅             | 現・湯浅町             | 津浪は南別所勝楽寺下及『和歌山県下に於ける宝永安政年度の津浪状況調査』 | 5.1m                  | 4.2m             |                  |                  |
| 和泉堺           | 現・大阪府堺市         | 暮なんころ俄に津波たちて、川すしへけハしく込いり『擁護璽碑文』 |                       | 2.5m             |                  | 2.5m             |
| 大坂             | 現・大阪市             | 船着の海岸雁木の処、五段は泥に成、夫より上四五段往来迄も水上り候『大坂地震津波荒増日記写』 |                       | 2.5-3m           |                  | 3m               |
| 播磨赤穂         | 現・兵庫県赤穂市       | 五日晩より夜分へ沖汐高くさし引不定津浪参り候と申立夜四つ時前ニ騒き申町灘目も一統山へ逃登り候『年中用事扣』 |                       | 3m               |                  | 3m               |
| 備前虫明         | 現・岡山県岡山市       | 平水より凡七尺余を増し『邑久郡誌』 |                       | 2m               |                  | 2m               |
| 備後三原         | 現・広島県三原市       | 浦嶋通り／＼海中泥水ニ相成候事『上田家文書』 |                       | 1.5m             |                  |                  |
| 安芸大崎下島     | 現・呉市               | 又々如何体之大風吹替り高波内当テ候程も難計『地震損所土留方御願書附』 |                       | 1.5m             |                  |                  |
| 広島             | 現・広島市             | 芸州宮嶋大津浪ニ而損し候よし『嘉永雑記』 |                       | 1m               |                  |                  |
| 周防徳山         | 現・山口県周南市       | 海辺五日の夜以来不時に汐満干度々有之候間、同夜干汐に六尺位も満上り、六日迄も少々宛汐の動有之候由同断『部寄』 |                       | 1m               |                  | 1.5m             |
| 伊予西条         | 現・愛媛県西条市       | |                       |                  |                  | 1-2m             |
| 高松             | 現・高松市             | 塩溜坪五百十二崩申候、塩浜石垣三千七百六十九間崩申候、汐除堤七千二百二十六間大破仕候『靖公実録』 |                       | 1.5m             |                  | 1.5m             |
| 阿波撫養         | 現・徳島県鳴門市       | 津波が一丈四・五尺の高さで撫養に襲来し、人家塩田は多くが浸水し、山西庄五郎の持船をはじめ多くの船が破損流失した。『鳴門市史』 |                       | 4m               |                  | 1-2m             |
| 牟岐             | 現・徳島県牟岐町       | 汐の高さ三丈余、又山々の麓へ指込みし汐先は五六丈とも見えたり『安政元年地震被害高抄出』 |                       | 5-6m             | 9m               | 9m               |
| 浅川             | 現・海陽町             | 津浪高サ弐丈ヨリ処により三丈余り観音堂石磴廿五段迄『浅川御崎神社大地震津浪記』 |                       | 7m               |                  | 6.5-7.2m         |
| 宍喰             | 現・海陽町             | 港口の辺にて二丈三尺余『阿波海嘯誌略』 |                       | 5-6m             |                  | 6m               |
| 土佐室戸室津     | 現・高知県室戸市       | 津浪汐先は御家中町各々下も一丁位い浸る市中江は汐不入又下地は勿論新町近辺は是又各々下も一丁位い浸る昔宝永年中の津浪は大門前迄海の様に成と云此度津浪汐先き如此『大変記』                                                                                           |                       | 3m               |                  | 3.3m             |
| 安芸             | 現・安芸市             | 御留山二二ヶ所・塩田八ヶ所・普請七四ヶ所大破した『安芸郡史考』 |                       | 4-5m             |                  |                  |
| 種崎             | 現・高知市             | 二本松の根もとを浸した | 11m                   | 5m               |                  |                  |
| 高知             | 現・高知市             | 海面ヨリ高キコト凡ソ二十尺ナリ『浦戸港沿岸震浪記』 |                       | 1.8m             |                  |                  |
| 宇佐             | 現・土佐市             | 宇佐の地勢は前高く後低く東は岩崎西は福島の低みより汐先逃路を取巻故昔宝永の変にも油断の者夥敷流死の由今度もその遺談を信じ取あへず山手へ逃登る者皆恙なく『萩谷名号碑』                                                                                             | 8.5m                  | 7-8m             |                  | 5.8-8.9m         |
| 須崎             | 現・須崎市             | 七ツ時大地震半時バカリアリテ大塩入来其時地震ニ而家蔵潰レ地少々引サケ候ニ付浜町五六軒ノ者一同小船四五艘ニ取乗地震ノ難ヲ海上ニノガレ候場合イ大潮押来右船ノ者大凡流失ス『発生寺過去帳』                                                                             | 5m                    | 5m               | 8.9              | 5.5m 吾井郷7-8m  |
| 久礼             | 現・中土佐町           | 五十人許八幡社山に登り難を免れた『三災録』/社殿に懸れる絵馬の釘の辺まで浸水 | 海岸12.1m、 焼坂16.1m | 5.2m             |                  | 5.6-8.3m         |
| 入野             | 現・黒潮町大方地区     | 先を争ふて山頂に登山上より両川を窺見るに西牡蠣瀬川東吹上川を漲り潮正溢る是即海嘯也初潮頭緩々として進第二第三相追至第四潮勢最猛大にして実に肝を冷す家の漂流する事数を覚ず通計に海潮七度進退す初夜に至て潮全く退く園は砂漠となり田畛更に海と成る『加茂神社震災碑』 |                       | 6.5m             |                  | 6-6.5m           |
| 大岐             | 現・土佐清水市         | 南は大岐下港海浜より新庄田に来り竹の花通寺の下を経て坪の内に至る『幡南探古録』 |                       | 5.5m             |                  | 4.9-5.3m         |
| 清水             | 現・土佐清水市         | 越と清水の間は双方より浸し来れる津浪の為陸地僅に残りて帯の如き地陜となり、蓮光寺の下方にある家の仏壇には磯魚を打ち上げ『嘉永七寅年地震津浪記』 |                       | 3.5m             |                  | 4m               |
| 柏島             | 現・大月町             | 海上にて見及申処、騒動中三度許山の如き浪押入、そりや見よ柏島浦人どもは、残らず押潰したりと見る所『三災録』 |                       | 4m               | 4m               | 3.3m             |
| 宿毛大島         | 現・宿毛市             | ハイタカ神社の石段七段目『甲寅大地震御手許日記』 |                       |                  |                  | 3.2m             |
| 伊予吉田         | 現・宇和島市           | 海岸附村方等は高浪に而、所々破損仕『書付留』 |                       | 4m               |                  | 3.7m             |
| 宇和島           | 現・宇和島市           | 宇和島城下は不残汐入候よし『続地震雑纂』 |                       | 4m               |                  | 2-3m             |
| 伊方             | 現・伊方町             | 川永田津波『安政及び寳永年度の南海道地震津浪に関する史料』 |                       | 3m               |                  |                  |
| 豊後杵築         | 現・大分県杵築市       | 沖鳴致高潮来り候と口々ニ呼叫走帰り大混雑不一方、其中六軒町より不時之潮烈敷満来り『杵築町役所日記』 |                       |                  |                  | 1.5m             |
| 佐伯             | 現・佐伯市             | 申之下刻、俄ニ高汐川内ニ込入、枡方大土手外水一面ニ相成『御用日記』 |                       | 3m               |                  | 米水津7m         |
| 日向延岡         | 現・宮崎県延岡市       | 『勤向日記』 洪波ニ而浜方浪打越候場所茂有之 |                       | 2m               |                  |                  |
| 美々津           | 現・日向市             | 美々津の儀は五日未明より遠沖汐合不穏之所、大地震にて高汐湊へ込入船々破損等も御座候由『勤向日記』 |                       | 2-3m             |                  |                  |
| 外浦             | 現・日南市             | 飫肥外ノ浦海溢る。新堤の中央七八間壊決す。『日向郷土史年表』 |                       | 2-3m             |                  |                  |
| サンフランシスコ |                        | 1フィート |                       |                  |                  | 0.3m             |

### 下田・遠地津波
前日の東海地震津波で壊滅した下田は再び2mの津波に洗われ、アメリカ西海岸のサンフランシスコやサンディエゴの験潮場でも1フィート（0.3m）の津波を観測した。中国でも江蘇省丹徒県において揚子江の水面の震動が見られた。

### 紀伊半島
津波襲来前には各地で大砲を撃つ様な音が聞こえ、紀伊田辺では「又坤に当て黒雲の中より火の玉飛出、海中に入事七八ツ、夫れより海鉄砲の音トーン／＼と鳴渡り」（『干鰯屋善助翁手記』）という記録もある。また田辺の新庄では「海鉄砲三ツ鳴り、峯に登り少し過し候得ば津浪にて大土手崩れ白波立チ来り申候」（『塩崎幸夫家文書』）という記録もある。
同文書には前日の東海地震では「震（中）五ツ時分、半時余り」とあり浪が入ったことが記され、五日の南海地震は「震（大）七ツ時分よりゆり出し井戸の水も飛出申候」とあり、さらに津波は第3波が最大であったことが記されている。
遡上高8mの津波が襲来した紀伊広村において濱口梧陵（濱口儀兵衛, 物語では濱口五兵衛）が稲藁に火を着けて津波の襲来を村人に知らせて避難を誘導した逸話は小泉八雲による稲むらの火の物語となり、今村明恒の提言により尋常小学校5学年の国定教科書にも採用された。
ただし、物語では「今の地震は、別に烈しいといふ程のものではなかった。しかし、長いゆつたりとしたゆれ方と、うなるやうな地鳴りとは、・・・」となっているが、実際の広村の揺れは『濱口梧陵手記』に「其激烈なる事前日の比に非ず。瓦飛び、壁崩れ、塀倒れ、塵烟空を蓋ふ」とある程烈しいものであった。また物語の五兵衛は「これは、たゞ事ではない。」、「大変だ。津波がやつて来るに違ひない。」と村人らに津波の襲来を知らせた設定になっているが、実際には前日の東海地震とそれに伴う津波を経験しており、南海地震の強い揺れで誰もが大津波を予測していた。地震動については本作品が執筆された直前に発生した明治三陸津波から小泉八雲が何らかの示唆を得た可能性もあり、このように物語と事実の相違点が幾つか見受けられるものの、物語の文学的価値は事実とは左程関係は無くむしろ事実を歪めたがゆえにその価値を高めた節があると今村明恒は評価しており、津波の教訓を子供に教えるものとして高く評価されるべきものである。
さらに実在の儀兵衛（梧陵）は物語以上に嵩高・英雄的・献身的であり、醤油で財を成した彼は、その私財銀94貫344匁を投じて延長652.3mの堤建設の造営費とした。
和歌山も非常に激しい揺れに見舞われたが、津波による被害は震害に比して軽く、大工棟梁の水島平次郎が記した「水島見聞雑記」によれば、「若山は、地震は強けれ共津波は軽く、然共伝法橋之下江舟五十杯程、右津波押寄来り、いやが上に重り、誠に蕎麦の鉢を積重ねたるが如く、北島川原江数十町も脇に掛り有之候、四百石位の舟砂上に押上られ有之」という。

### 大坂
大坂では地震動の後2時間足らずで波高2.5-3mの津波が安治川や木津川の河口から遡上し、河口付近に碇泊していた数百隻の千石船などの大船が押上げられ橋を破壊し多くの溺死者を出し、周辺の家屋や土蔵にも破損や倒壊の被害を及ぼした。これは宝永地震津浪の時と全く同じ様相であった。

### 阿波

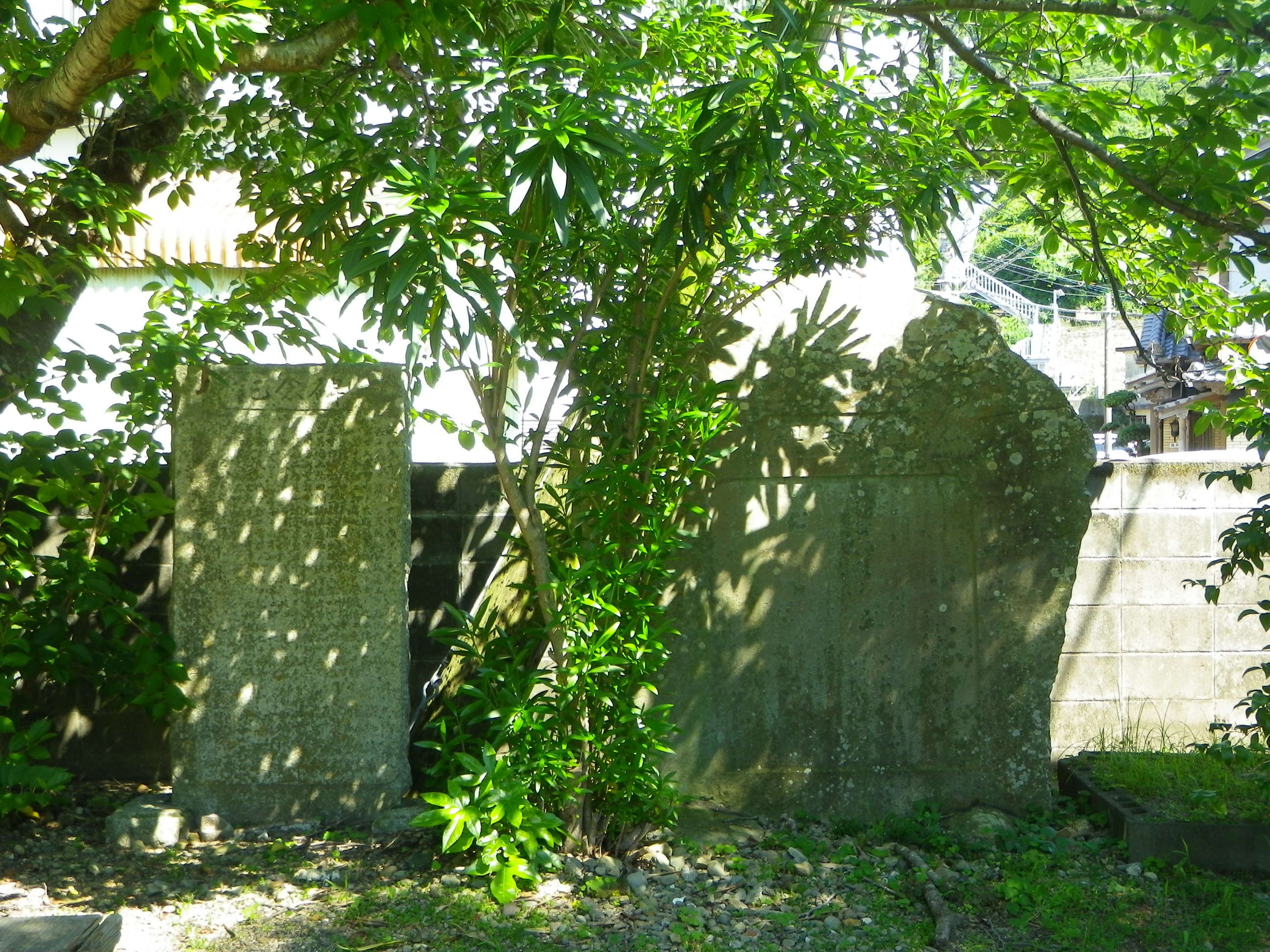
東由岐修堤碑

阿波では東由岐（現・美波町）で家屋が百数十戸流失し死者が夥しく（『東由岐修堤碑』）、牟岐（現・牟岐町）では高さ3丈余の汐で浜先の家々数百軒が将棋倒のように破壊され、人々が山上に逃げ登り、20人余が流死した（『牟岐町誌』）。
海部郡の浅川港では前日の東海地震の揺れと津波で丘に避難し、翌日も丘で様子を見ている所に南海地震とそれに伴う津波が起きた。
宍喰（現・海陽町）では前日辰ノ下刻（午前9時頃）中ゆりの地震（東海地震）の後、俄かにあぶきを生じて宍喰川に3度津波が入り込んだ。諸人驚いて逃散し、米麦諸物を山上に運び上げ騒動となった。5日の朝、潮の狂いが少なくなり人々が荷物を携えて家に立ち戻リ始めたが、午ノ刻（正午頃）日陰が黄色に変じ人々が怪しみ、また逃げ支度をし諸物を山上に運び上げている所に申ノ下刻（16時半頃）極大地震となり、地割れから水を吹きあげた。津波により家271戸のうち141軒が流失し8人が流死（『阿波海嘯誌略』）した。宍喰浦には本地震による津波被害に加え、永正九年、慶長九年、宝永四年津波について古文書をまとめた旧記『永正九年八月四日・慶長九年十二月十六日・宝永四年十月四日・嘉永七寅年十一月五日四ヶ度之震潮記』（略して『震潮記』）が現存している。
現在の小松島市では、海岸から内陸に1キロメートル以上入った旗山や豊浦神社（赤石町）まで津波が達した（『異事時変説』や神社の碑文による）。

### 土佐
土佐においては酉上刻（17時頃）に第1波が到達した。須崎（現・須崎市）および久礼（現・中土佐町）では被害が甚だしく（『地震日記』）、宇佐（現・土佐市）では8回か9回の津浪が入り、1番より2番、3番の引汐に浦中の家が流失した（『眞覚寺日記』）。
夜須（現・香南市）では第3波が強く、300軒の家の内250-260軒が流失し、山沿いにあった残りの家も殆ど被害に逢い、町の中で残ったのは笠松と川村の歳増屋という造り酒屋の正銭が一杯積み上げられた蔵のみであった（『眞覚寺日記』）。銭の重量により流失を免れたものと見られる。
入野松原（現・黒潮町）の中に賀茂神社があり、野並晴という地元の郷士が教訓を刻んだ縦1.7m×横1.8mの石碑が据えられている。ここには難解な漢字が使用されているが要約すると「4日の昼に微かな地震があり、波が満ちてきた。これを鈴波と呼ぶ。これは大津波の前兆である。5日申刻大地震があり瓦葺の家も茅葺の家もすべて倒壊した。土煙が立ち込める中人々は山頂を目指して登った。牡蠣瀬川、吹上川に潮が漲り、津波は第4波が最大で7回襲い、庭も水田も海になった。かつて宝永4年にも同じことがあった。牡蠣瀬川の石を採って後人に警告を残すことにした」とある。現代の知識をもってすれば「鈴波」は東海地震津波であり前兆ではないが、100年後の人々に警告を発した点で見るところがある。
土佐藩からの公儀（江戸幕府）への被害の報告数は、本地震が宝永地震に比較して津波が軽いため、流家などは宝永津波の方が圧倒的に多くなっている（『皆山集 巻六 第八章』）。また、宝永地震は地震20日後までにまとめられた被害報告で充分に調査を尽くした段階のものとは言い難いが、本地震の被害報告は地震50日後時点のものであり、当時としては最終の被害統計と考えられる。
|              | 宝永地震 | 安政南海地震 |
| ------------ | -------- | ------------ |
| 倒壊家屋     | 4866     | 2939         |
| 流失家屋     | 11170    | 3182         |
| 流失破損船舶 | 768      | 776          |
| 死亡者数     | 1844     | 372          |
| 損田石高     | 45170    | 14121        |
| 亡所の浦     | 61       | 4            |
| 半亡所の浦   | 4        | 0            |
| 亡所の郷     | 42       | 0            |
| 半亡所の郷   | 32       | 0            |

地震および津波の全体的な被害は家屋の全壊2万、半壊4万、焼失6千、流失1万5千、死者3千とされる。

### 津波碑
安政南海地震津波および、その他歴代南海地震津波により被害を受けた地区には被害状況、教訓などを記した災害記念碑がしばしば見られる。
- 大地震両川口津浪記 : 大阪府大阪市浪速区大正橋の石碑 - 地震津波は船で避難してはならない。宝永地震(1707年)の際にも船で逃げ多数の死者出ている。このとき(148年前・数え年)の教訓を生かせず、350人ほど亡くなった。翌年石碑が建てられた[108][109]。
- 堺市大浜公園擁護璽石碑文 : 大阪府堺市 - 川に繋いだ船は碇綱切れ、舟は割れたが、宝永津波の教訓が活かされ里人は神社の広庭に避難したため1人も怪我人が無かった[110][111]。
- 大地震津なみ心え之記碑 : 和歌山県有田郡湯浅町深専寺 - 4日、大地震凡半時ばかり、5日、昨日より強き地震、南東より海鳴3、4度。すぐに津波を打上、家蔵船みぢんに砕けた。井戸水が減り或は濁れば津波の印と言われたが、この折には減りも濁りも無かった。大地震があれば津波が寄せ来ると心得、川や海に近づかず、深専寺門前を通り天神山へ逃げること[112][113][114]。
- 感恩碑、広村堤防 : 和歌山県有田郡広川町 - 宝永・安政と津波に襲われたこの村に、濱口梧陵が私財を投じ堤防が建造された[115]。
- 津浪警告碑 : 和歌山県日高郡美浜町 - 大地震の時は必ず津波があると心得[116]。
- 帽巖（ぼうげん）跡 : 徳島県小松島市金磯町（1910年建立）[117] 地震破壊帽岩
- 蛭子神社百度石 : 徳島県徳島市南沖洲[118]
- 庚申塔 : 徳島県那賀郡那賀町谷内下傍示・妙法寺。
- 震災碑 : 徳島県海部郡美波町志和岐 - 四日朝五ツ時に大地震、すぐに津波で浦中家財を寺或は高き人家へ持運ひ、翌五日七ツ時またまた大地震忽ち津浪押来り舩網納屋が残らず流失[119][120]。
- 修堤碑 : 徳島県海部郡美波町東由岐 - 流失家屋140戸、死傷夥極悲惨、大正3年堅牢な堤を築造[121]。
- 石灯籠 : 徳島県海部郡美波町木岐・王子神社 - 大汐三度込入軒家流失凡四丈余上リ当宮流失[121]。
- 大震潮記念碑 : 徳島県海部郡牟岐町 - 家屋流失640戸、溺死39名[122]。
- 「大地震津浪記」扁額 : 徳島県海部郡海陽町浅川・浅川千光寺 - 大地震須臾にして潮狂い町中に溢れ込、大汐年号、永正九年、慶長九年、宝永四年[123]。
- 鞆浦海嘯記 : 徳島県海部郡海陽町鞆浦 - 海溢に大荒の所々は二三丈も潮あがり，命失う者も多く、この浦は壱丈二尺の津波で屋舎も傷まず人は怪我もなく誠に有がたき幸なり[124][125]。
- 夜須観音山碑 : 高知県香南市夜須町坪井[126][127]
- 飛鳥神社懲毖、岸本安政地震の碑 : 高知県香南市岸本 - 4日の常より大きな地震で潮が十間余(20m)も引き手結港で鰻が沢山採れた。5日大地震で家が崩れ人々は何一も徳王子の山で暮らした[128][129]。
- 萩谷名号碑 : 高知県土佐市宇佐町[130][131]
- 熊野神社震災碑 : 高知県中土佐町久礼[132]
- 入野賀茂神社震災碑 : 高知県幡多郡黒潮町大方入野 - 家はすべて倒壊し牡蠣瀬川、吹上川に潮が漲り、庭も水田も海になった。宝永4年も同じだった。今より100年後に生きる人は、これを知るべきである[130][133]。
- 伊田海岸石碑 : 高知県幡多郡黒潮町大方・金比羅神社[134]
- 中浜港地震碑 : 高知県土佐清水市中浜 - ジョン万次郎の碑の横に建つ。大地震が静まるや否や津波が四五度入り高さ二丈。
- 池家墓碑 : 高知県土佐清水市中浜峠 - 大地震が静まるや否や浦々に津波が入り流家、死人夥し[135][136]。
- 潮位碑 : 高知県宿毛市大島鷣（ハイタカ）神社 - 石段の7段目まで浸水[137][138]。

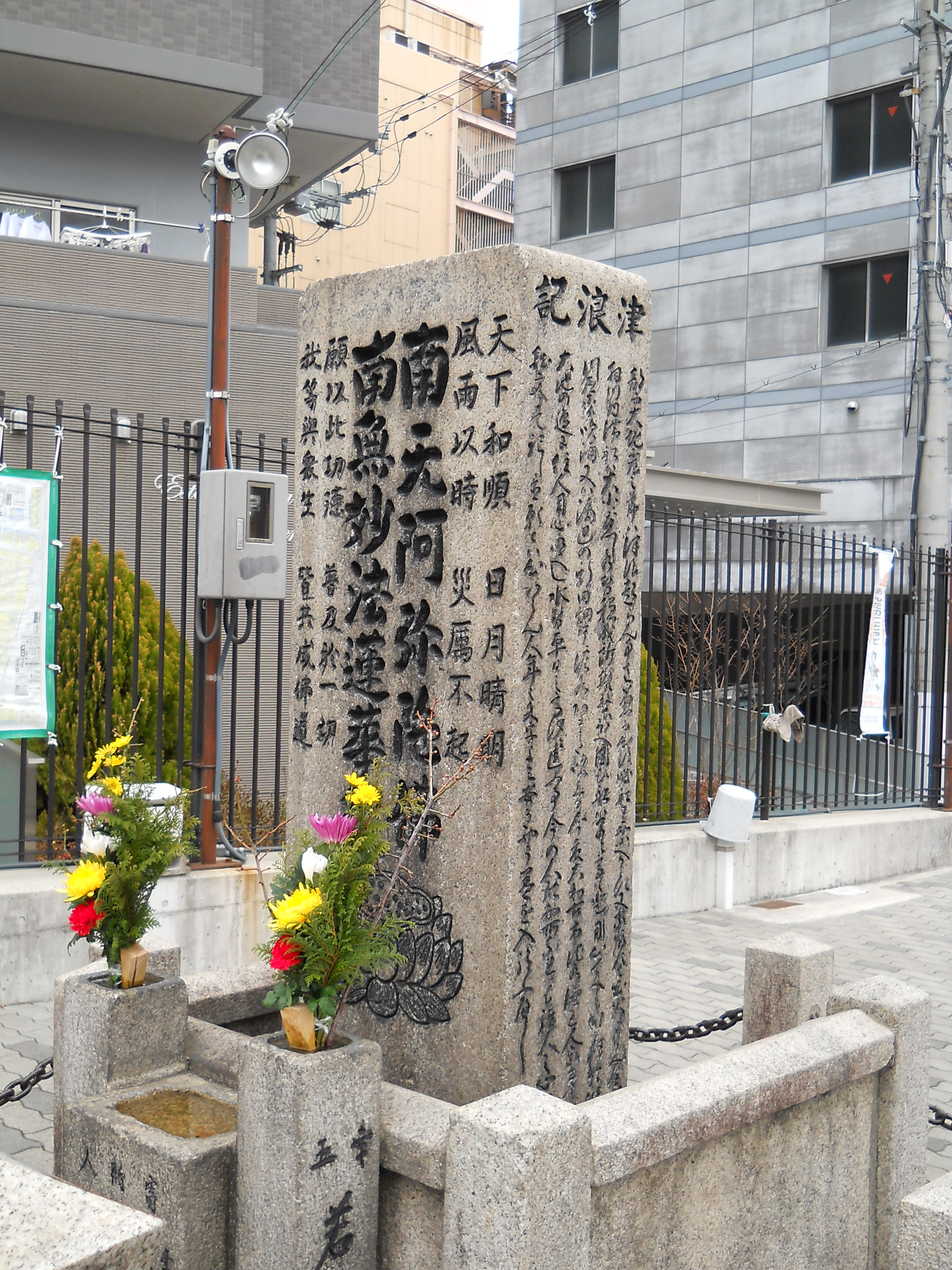
大地震両川口津浪記
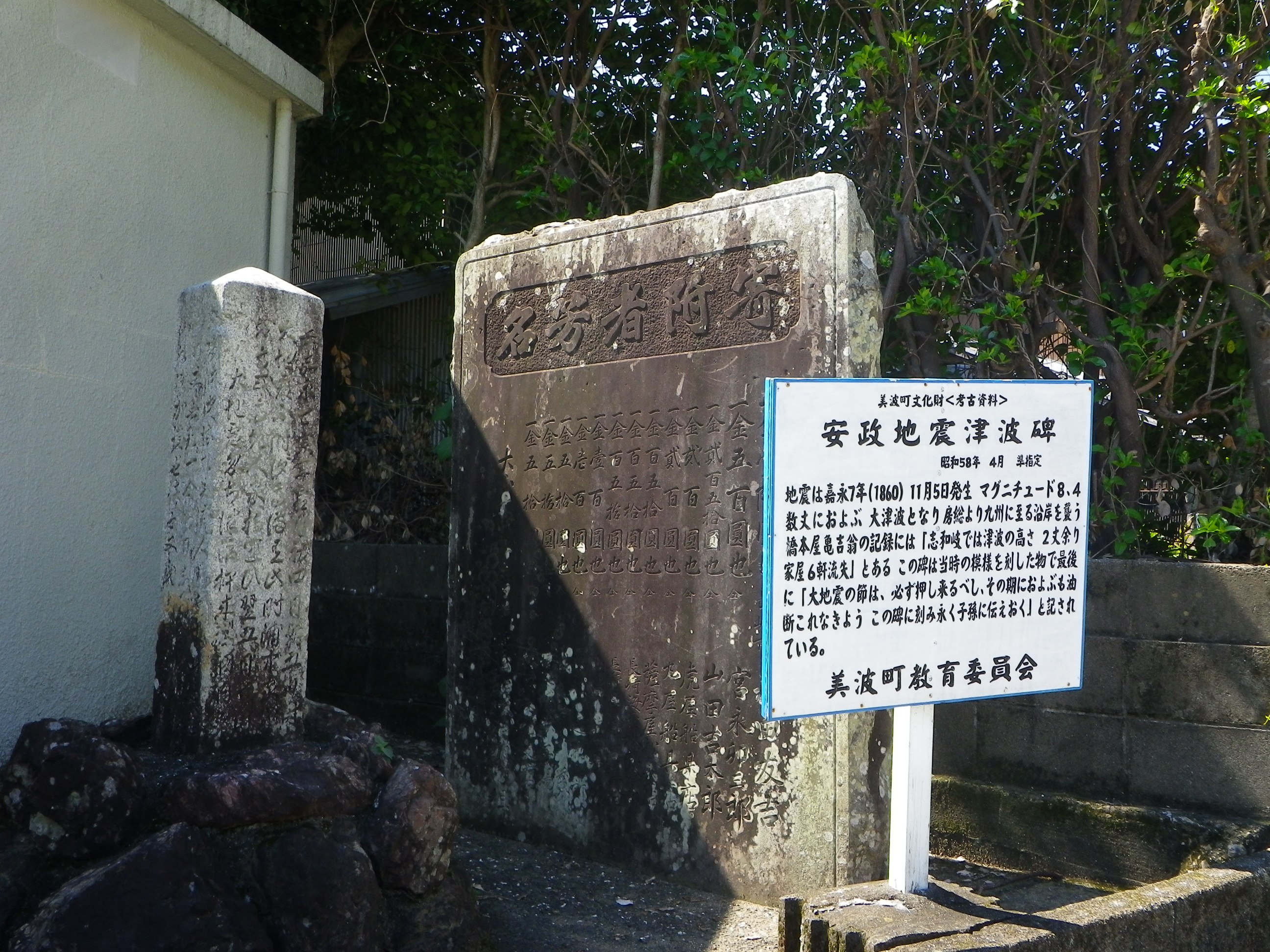
志和岐震災碑
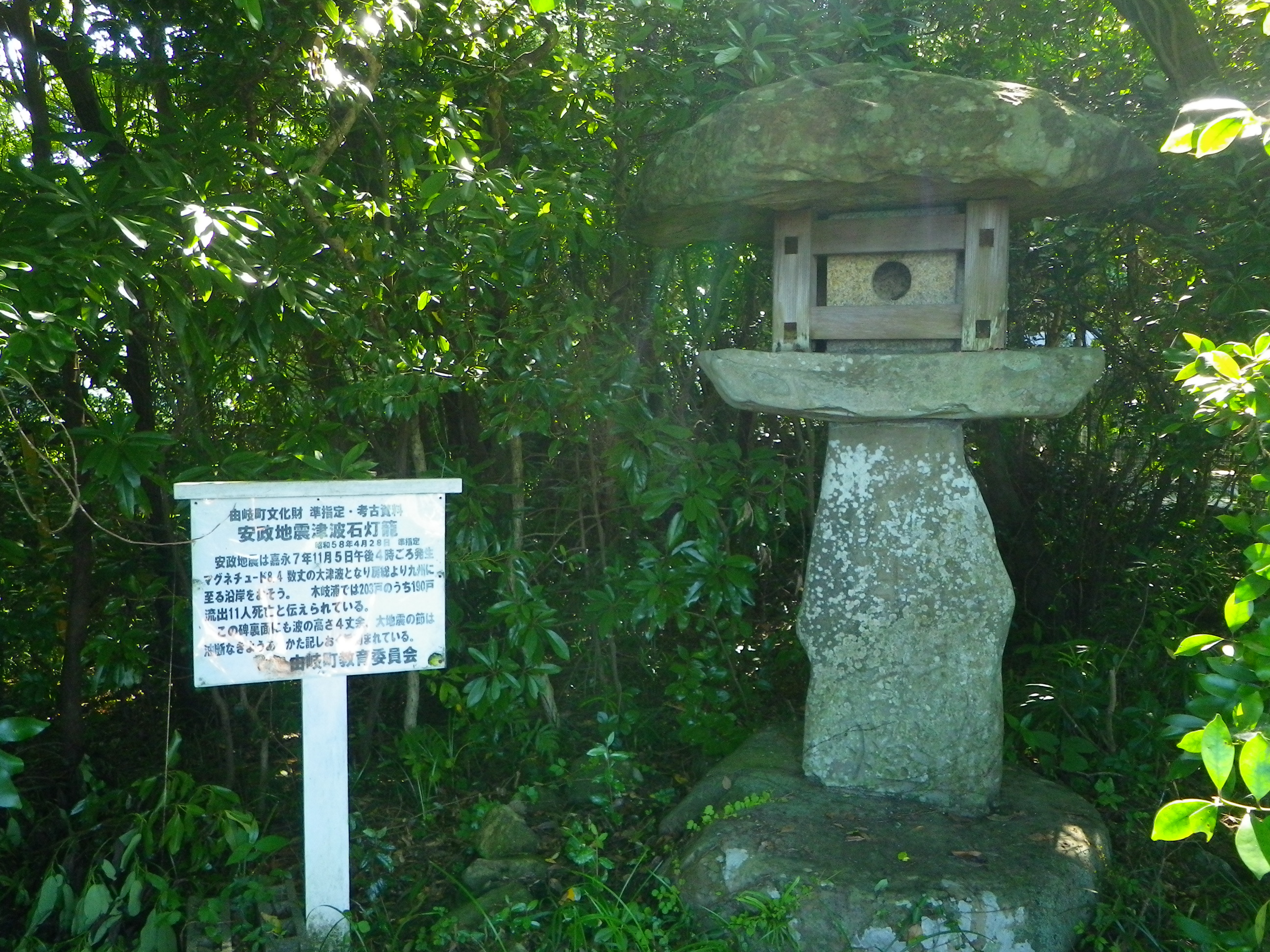
木岐王子神社・石灯籠
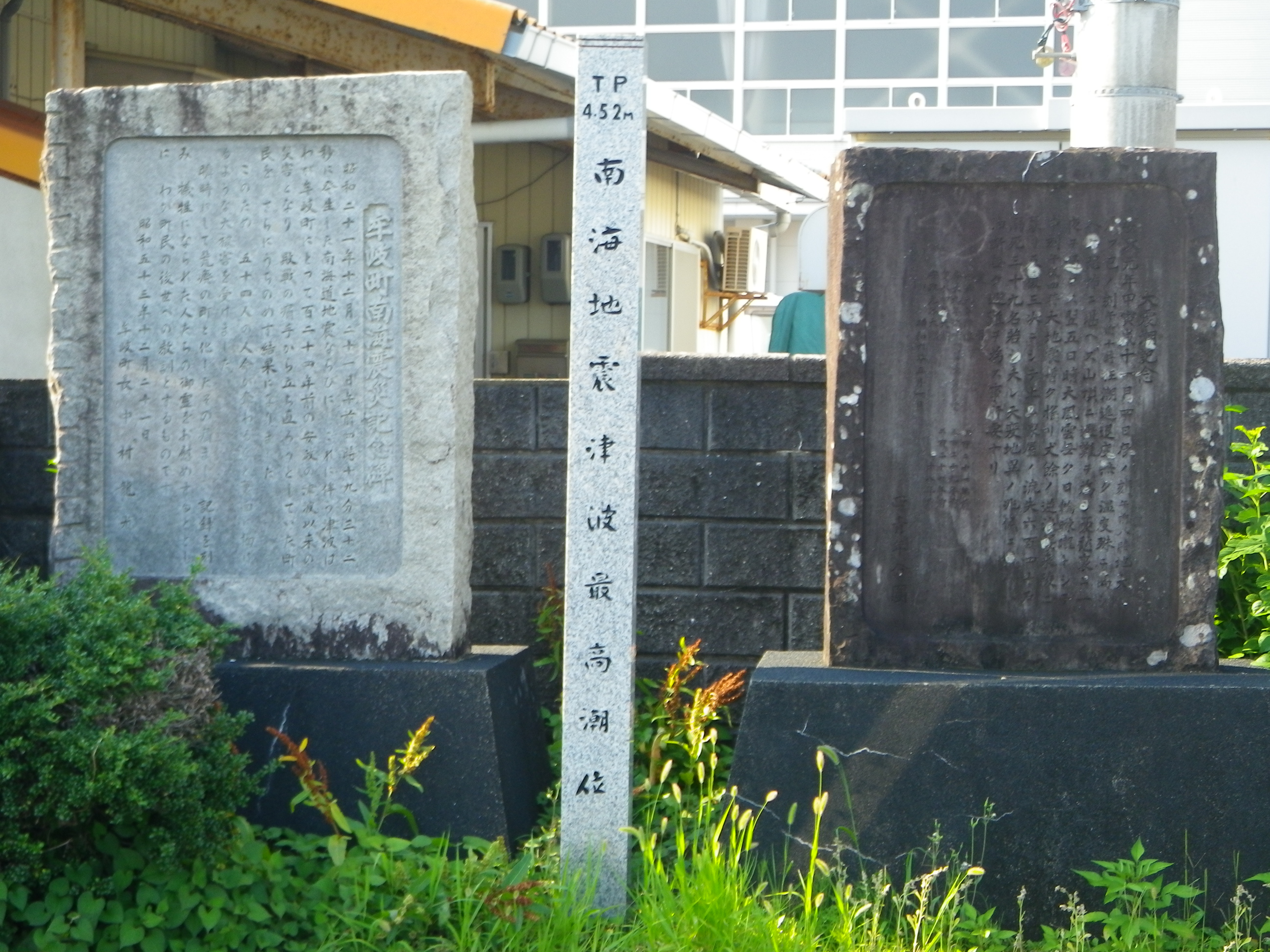
牟岐大震潮記念碑
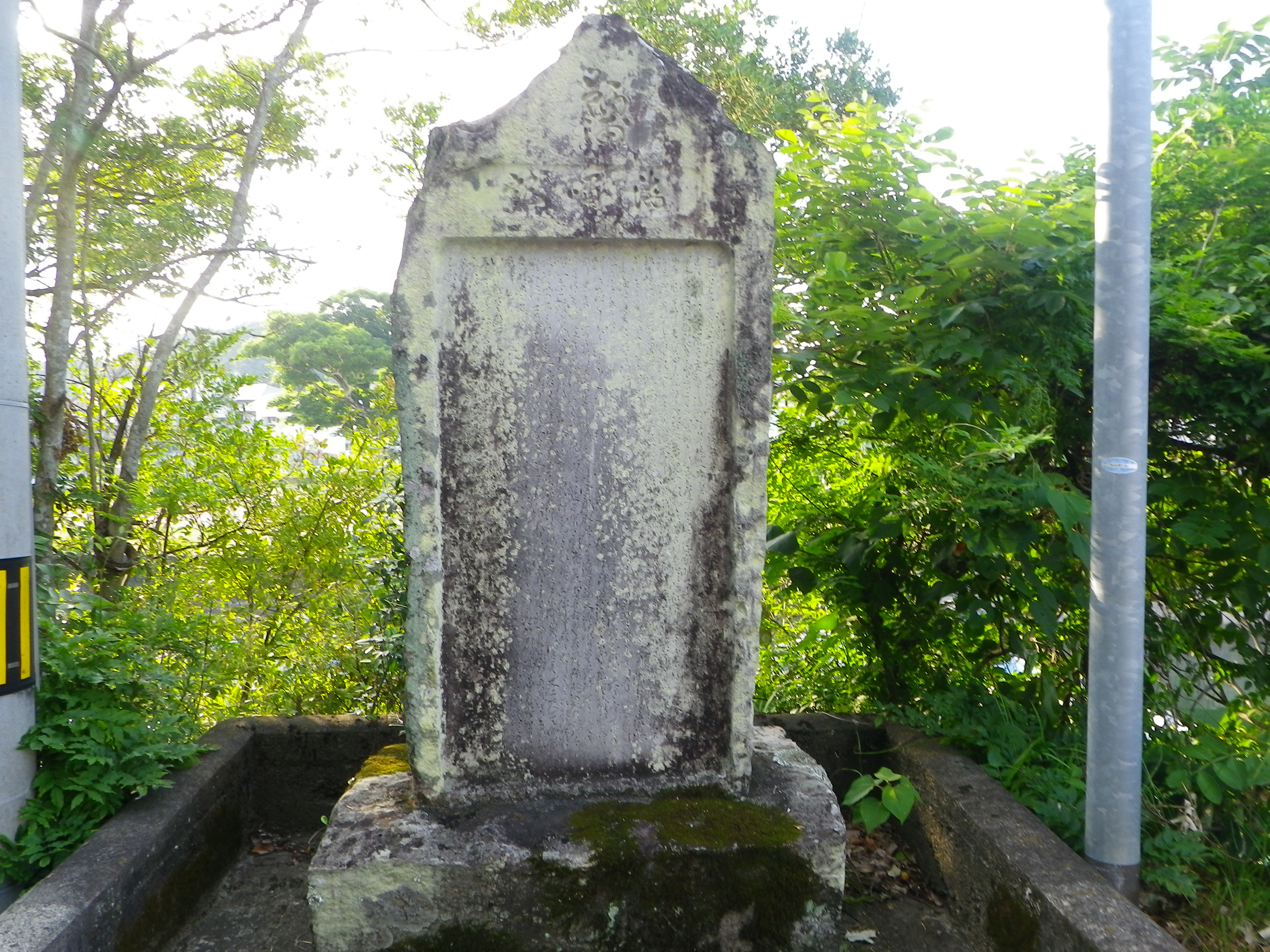
鞆浦海嘯記
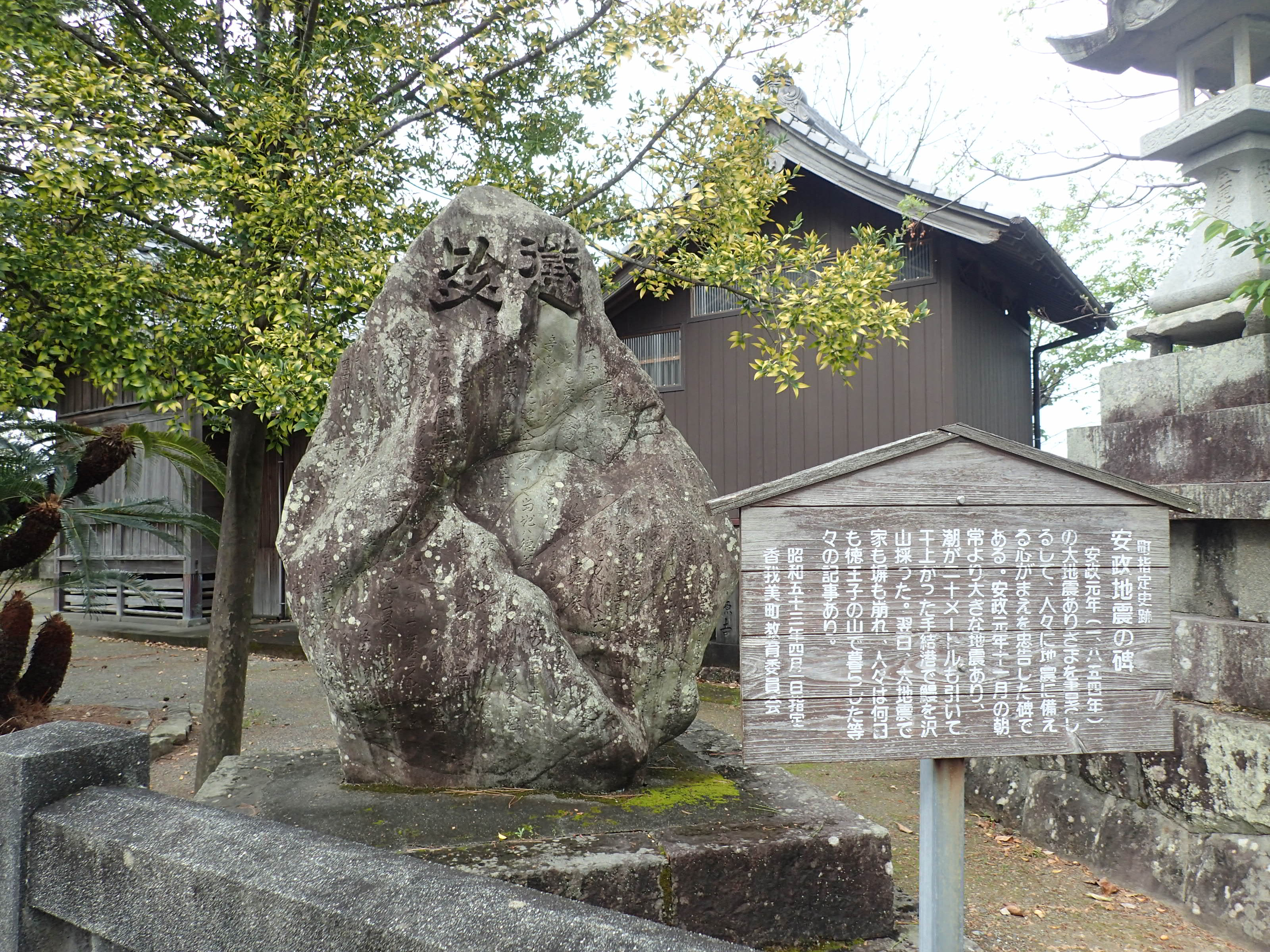
岸本安政地震の碑
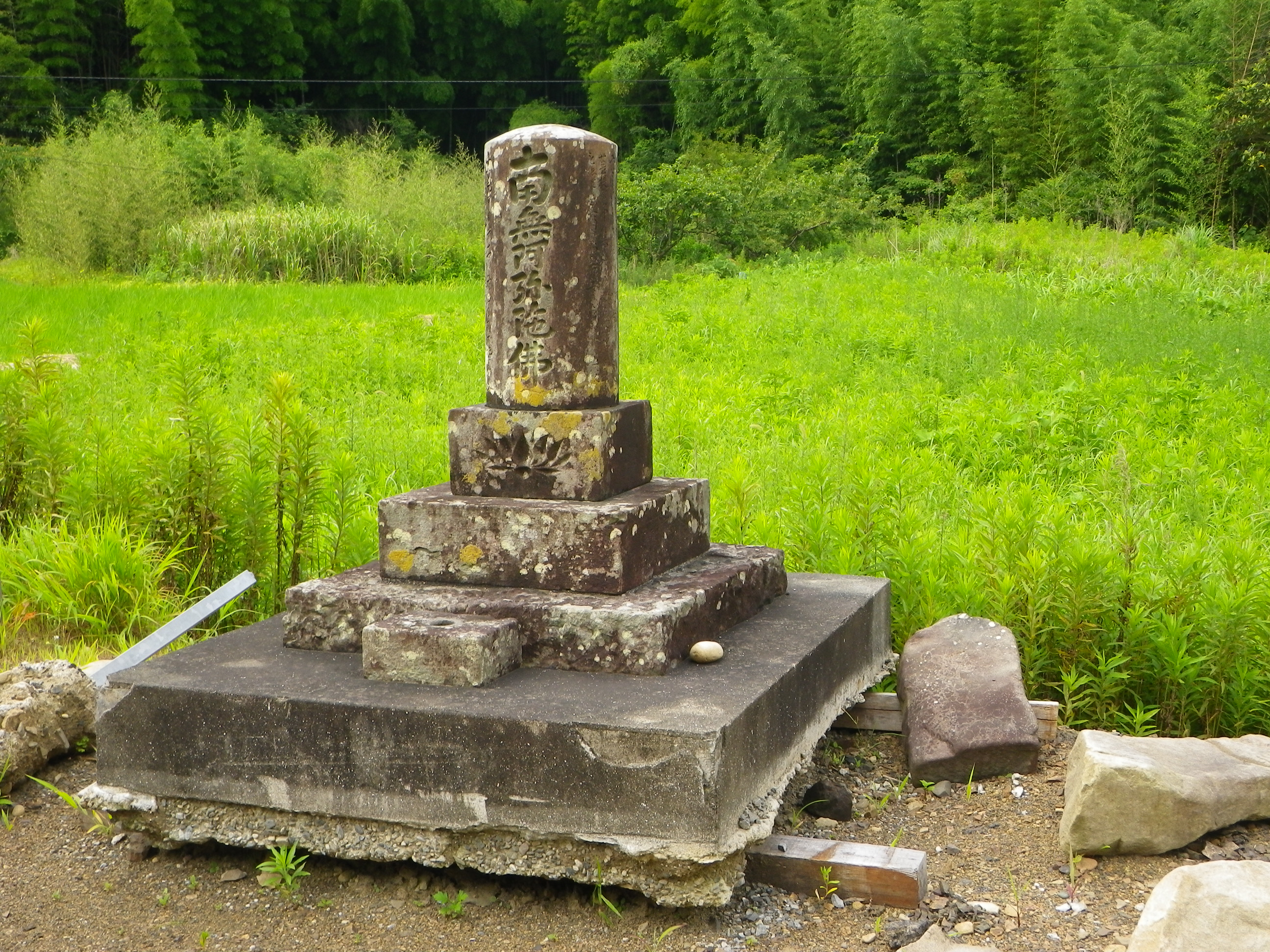
萩谷名号碑
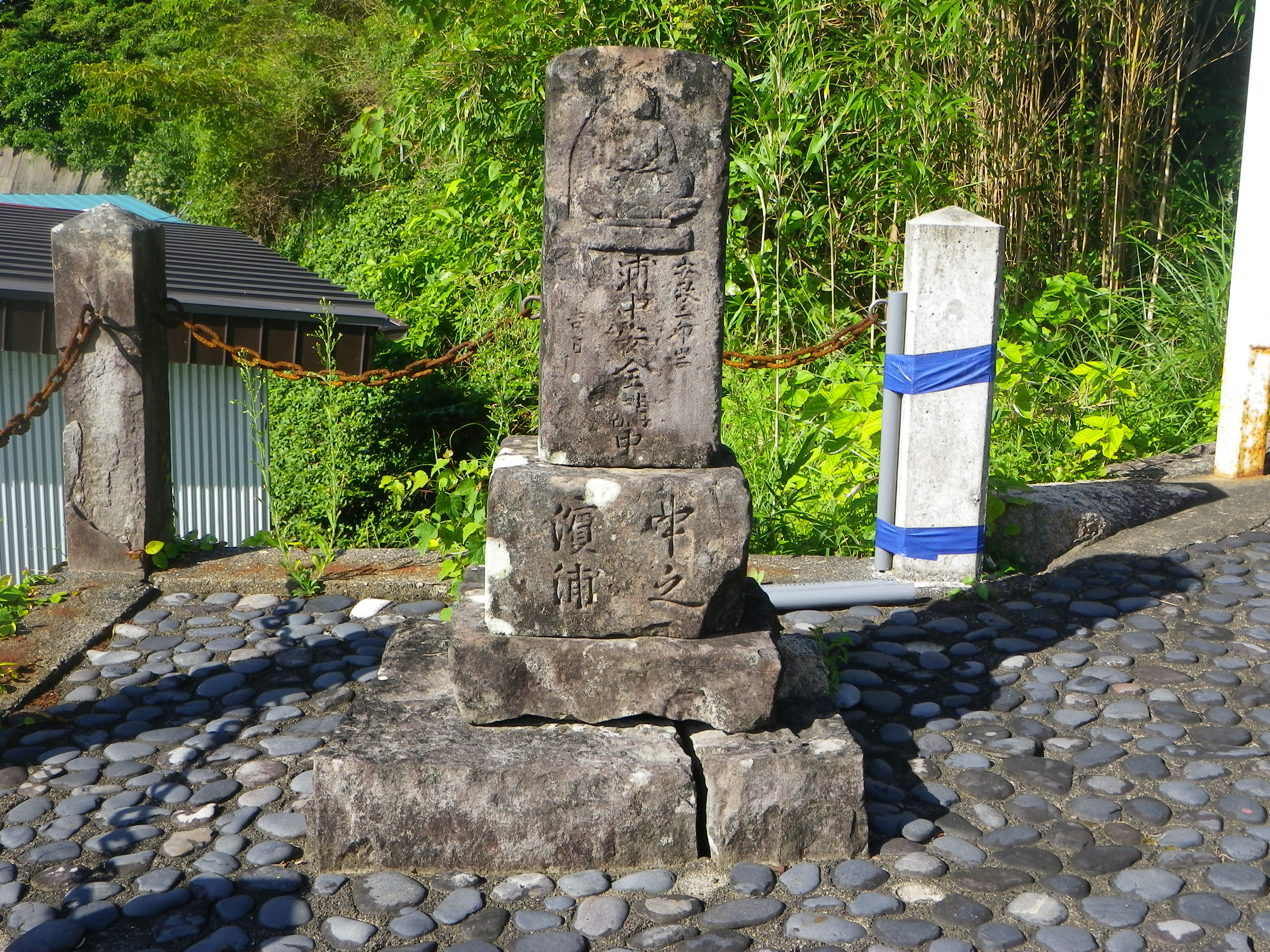
中浜港地震碑
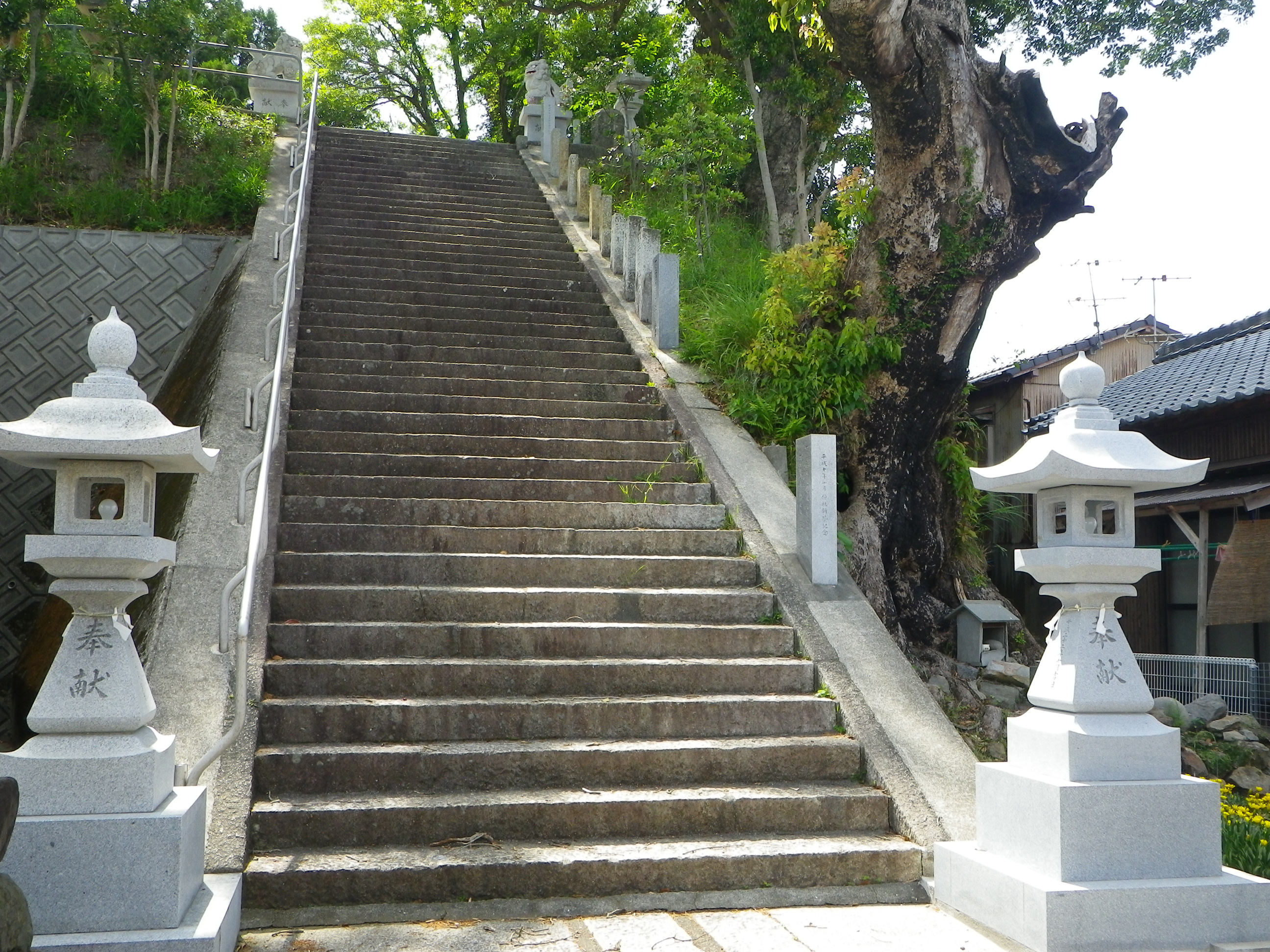
ハイタカ神社石段・潮位碑

### 地震痕跡
- 兵庫県淡路市、志筑廃寺遺跡 : 地滑り跡[139]
- 徳島県板野郡、神託遺跡 : 液状化現象の結果できた砂脈
- 美波町、田井ノ浜の池 : 津波堆積物
- 高知県土佐市、蟹ヶ池 : 津波堆積物[140]

## 前兆
『今昔大変記』には「大地震する時は四、五年前より天気不順するものなり」とあり、約1か月前の10月1日頃には干潟が広がり異常な干潮により船を出すのに往生したという（『三災録』）。地震の3 - 5日前には海底の鳴動、地鳴り、遠音、虹が見られ、浦戸湾で現れる「孕のジャン」は古来より大地震前後に鳴動があったことで知られる。
また、ミミズが地中より這い出し死に（『三災録』）、井戸水が枯れたり濁るなどの現象（『今昔大変記』）も見られた。以上のような現象が古文書には記載されており、地殻変動による隆起と思われるものもあるが、地震との因果関係については不明な点が多い。
南海地震発生の日の朝、熊野地方や高知付近で太陽が異様に赤色や黄色に染まる現象が見られたとされるが（『古座年代史』、『嘉永土佐地震記』）、これは前兆ではなく前日の東海地震による火災の粉塵が舞い上がったことが原因と推定されている。
土佐入野において地震の前日には『桑滄談』に「朝辰刻（8 - 9時）小地震ありて長し。」との記録があり、土佐伊田（現・黒潮町佐賀地区）では『大潮大変記』には「漣（すずなみ）と言うもの入来り」とあり潮の満ち干が4 - 5回見られ、当時この地方に壊滅的打撃を与えた南海地震津浪の前兆のように云われたが、これらは東海地震とその津波によるものと見られる。

## 次期南海地震への警戒
南海トラフ沿いの巨大地震は凡そ100年から200年程度で繰り返されていると考えられており、1946年に発生した昭和南海地震(Mj = 8.0, Mw = 8.4)よりも宝永地震や安政南海地震の震害や津波災害の方がより甚大であったこと、さらに次期東南海地震、東海地震の震源域と連動して宝永型の様に広範囲の震源域となる可能性も考えられることから、21世紀中に起こると予想される地震への対策が求められている。
安政地震は典型的ないわゆる半割れケースである。南海トラフ沿いの東側（東海道沖）で巨大地震が発生した場合、西側（南海道沖）で巨大地震が続発する頻度が高いと想定される。この場合、「南海トラフ地震に関連する情報」が発令され、南海トラフ地震発生の可能性が相対的に高まっている等の調査結果が発表されることになっている。